# Колона Аркадія

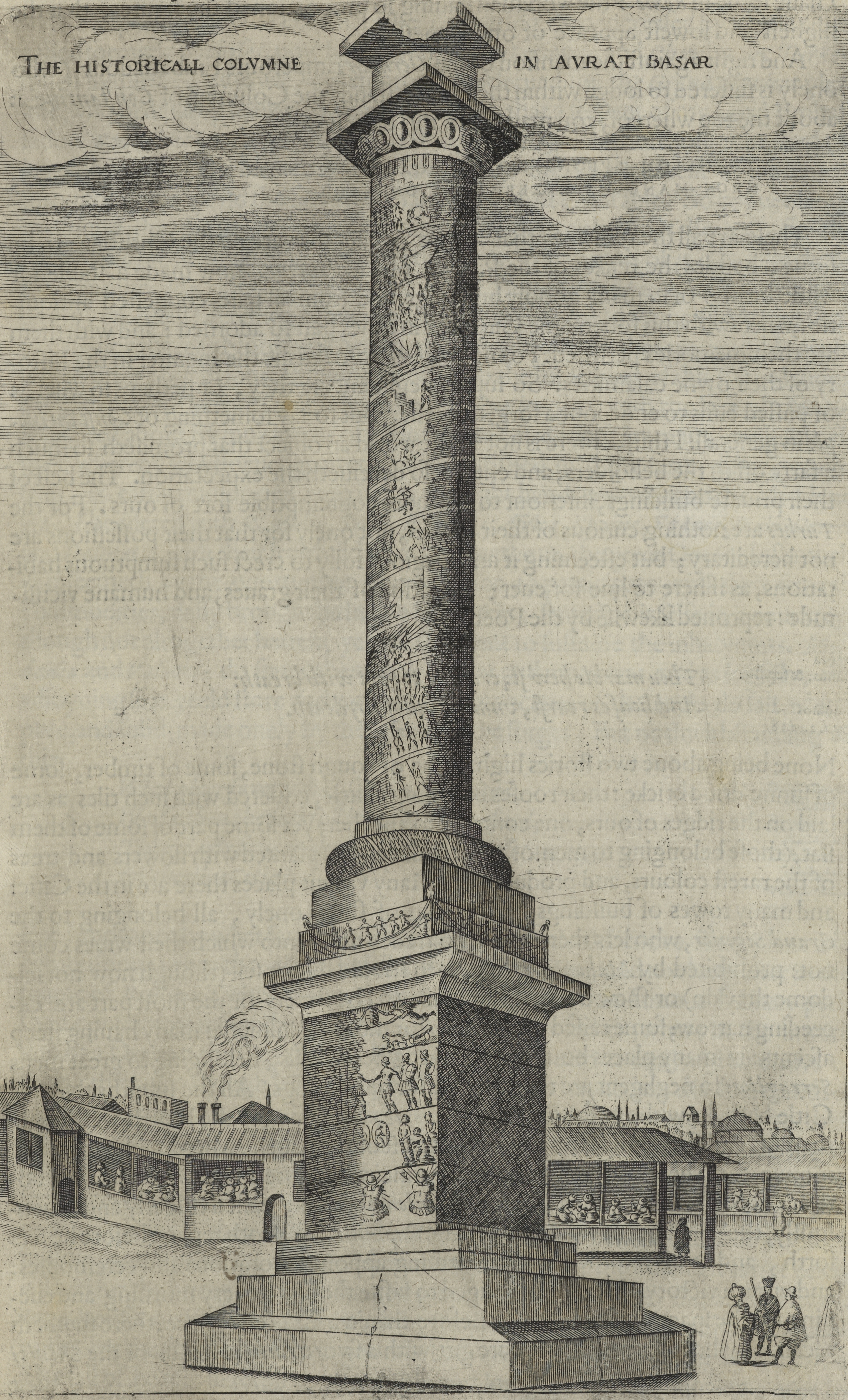
Колони Аркадія

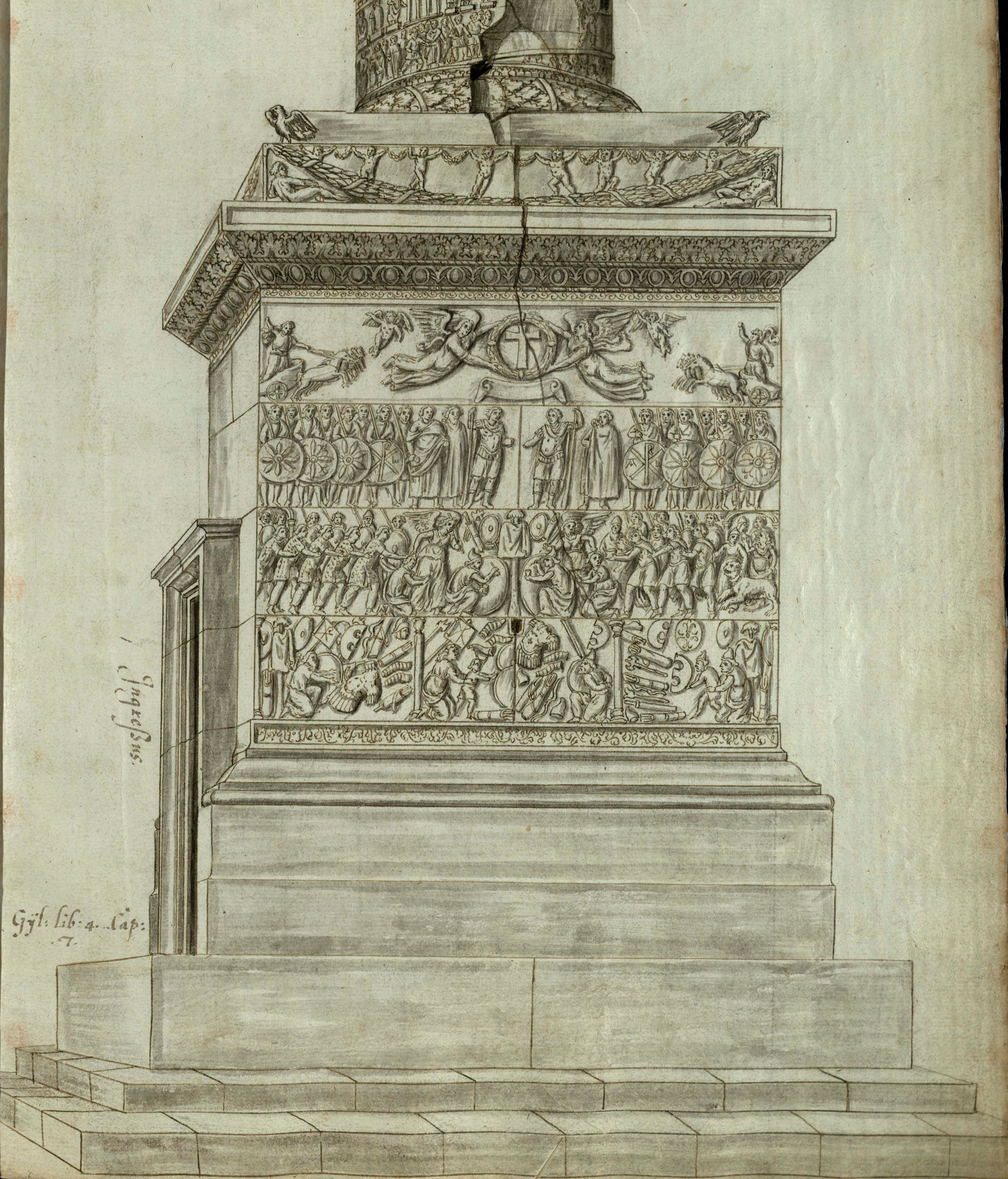
База колони Аркадія (малюнок невідомого німецького автора, XVI століття)

Колона Аркадія — давньоримська тріумфальна колона в Константинополі на честь імператора Аркадія, від якої залишився тільки гранітний постамент.

## Історія
Будівництво цієї колони розпочато в 401 на Форумі Аркадія в Константинополі. Вона повинна була ознаменувати тріумф Аркадія над повсталими готами полководця Гайне, яких перемогли в 400. Імператор помер в 408, але художнє оформлення колони завершено лише в 421 за його наступника Феодосія II.
У 480 статуя Аркадія звалилася з вершини колони й остаточно знищена землетрусом 704 року.
Колона Аркадія побудована за мотивами таких тріумфальних римських колон, як колона Траяна, колона Марка Аврелія. Приблизно в XVI або XVIII столітті колона, ослаблена землетрусами і під загрозою впасти, демонтована за указом османського уряду. Залишився лише масивний постамент, виготовлений з граніта.